# 営造法式

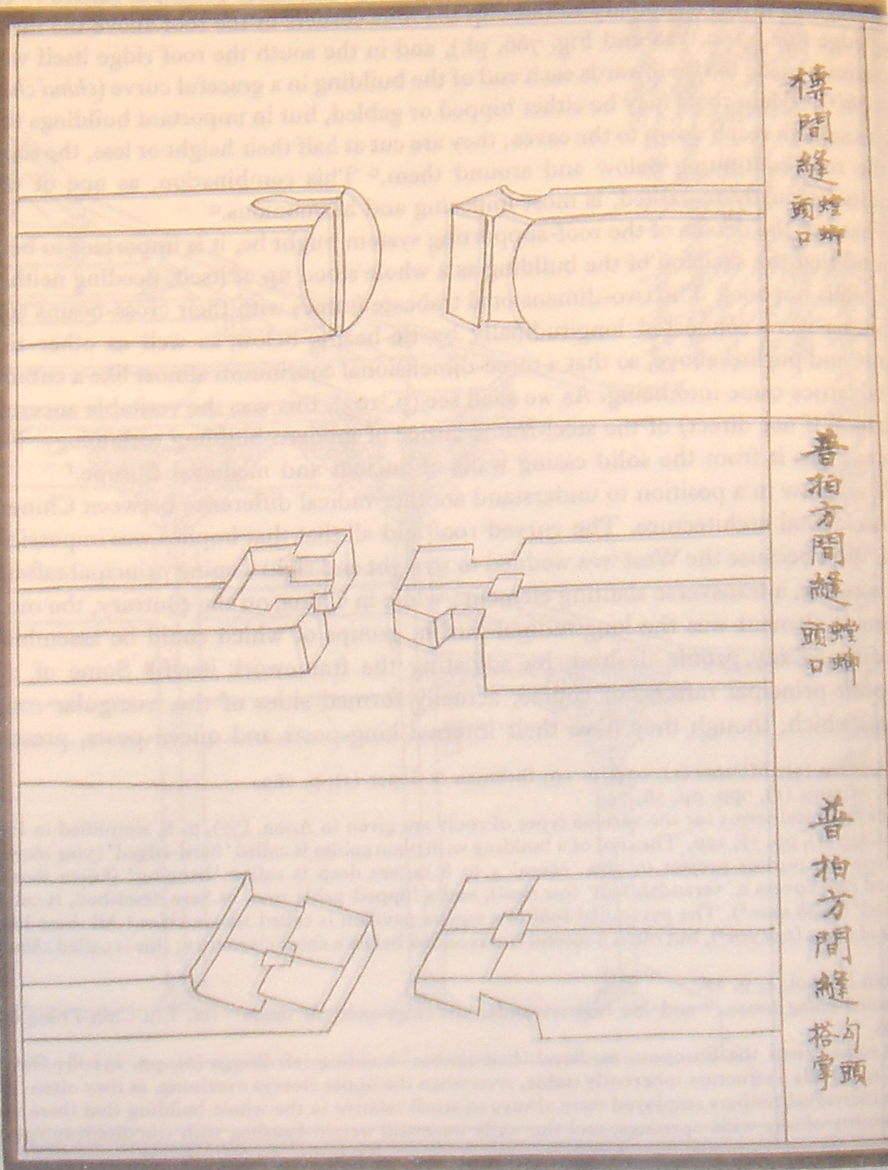
営造法式巻三十挿絵

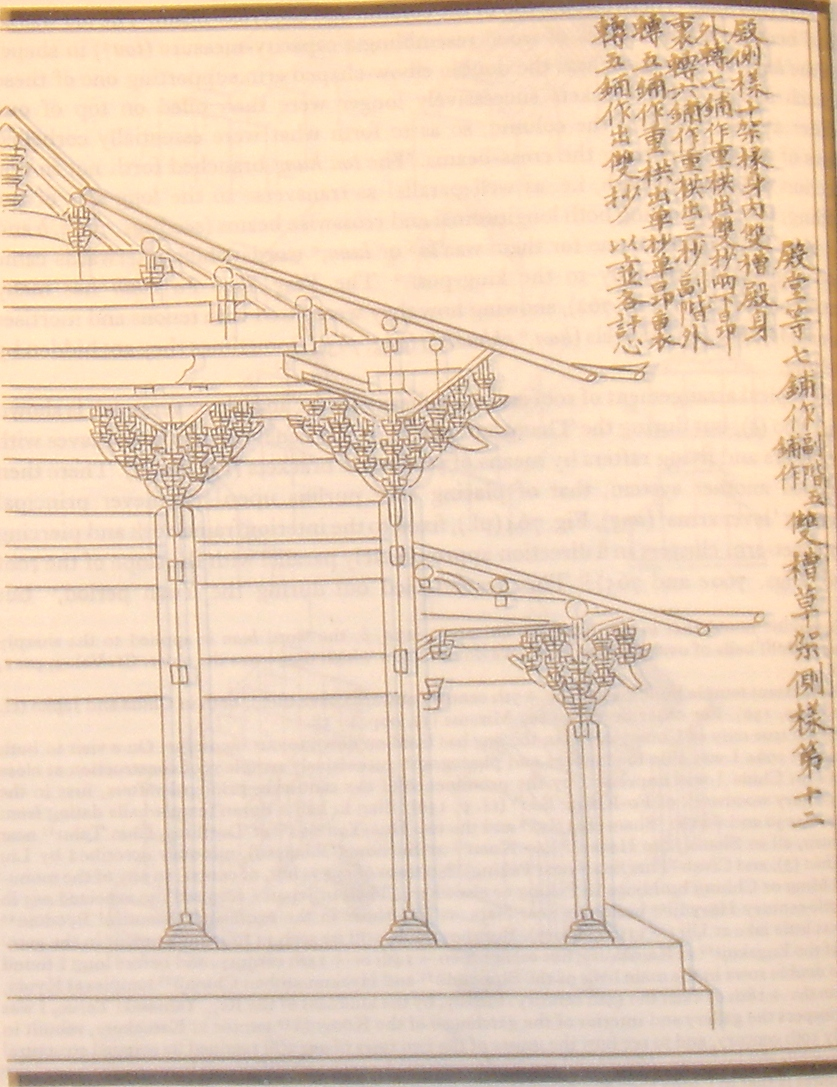
営造法式巻三十一挿絵

『営造法式』（えいぞうほうしき、繁: 營造法式、拼音: yíngzàofǎshì）は、中国北宋時代に編纂された建築書。全34巻（目録、看詳(アブストラクト)を入れると全36巻）。建築全般にわたる詳細な記録は、後代の東洋建築研究に影響を与えた。

## 概要
北宋末期の哲宗、徽宗に仕えていた李誡（李明仲）が、紹聖4年(1097年)に勅命を受けて、編纂が開始された。李誡は文献を調査し、技術者などにヒアリングするなどして編んでいき、元符3年(1100年)に奏上し、崇寧2年(1103年)に刊行された。
書物としては、後世に残すために著されたわけではなく、当時の一般的であった技法をまとめ、広く設計や見積もりの根拠を表すために書かれたと考えられている。『営造法式』は、崇寧2年に刊行されたものは伝わっておらず、今日見られるものは南宋時代に再刊されたものの系統である。同書が注目されるようになったのは、民国8年(1919年)に石印本が刊行されてからである。この出版が契機となって、宋代の残葉などが発見され始めた。
内容は、第3巻から第15巻までが制度についてであり、法式（日本で言う木割）を解説する同書の最も重要な部分である。工事種別を壕寨・石作・大木作・小木作・彫作・旋作・鋸作・竹作・瓦作・泥作・彩画作・塼作・窯作に分けて解説している。第16巻から第25巻では、功限（工作の手間）について書かれており、内容としては、計算上の資料を列挙しているに過ぎない。その他、料例（積算）も解説されている。また、中国の古書としては、図が多いことに特徴がある。

### 建築
- 佛光寺 (山西省)　- 唐代建築である「東大殿」を上から2番目の格式であるとしている。

### 人物
- 竹島卓一
- 梁思成
- 林徽因